# جيورجي جالهيدي
جيورجي جالهيدي (وُلد في 26 يناير 1954) هو لاعب كرة قدم مجري معتزل ومدرب. كلاعب كرة قدم، ارتبط اسمه أساسًا بنادي تشيبيل، إذ كان أحد أبرز لاعبيه طوال عقد الثمانينيات. لكنه اشتهر أكثر بمسيرته التدريبية، حيث درّب أندية مجرية عدة خلال مواسم متفرقة من دوري الدرجة الثانية المجري، وكان يُعرف بموهبته في ترقية أندية الدرجة الثانية إلى الدوريات العليا في بلدانها.

## مسيرته الرياضية

### المسيرة مع الأندية
بدأ جيورجي مسيرته الكروية باللعب في الفئات السنية لنادي فاساش إيزو عام 1963. شارك لأول مرة مع الفريق الأول عام 1972، وقضى معظم سنواته الأولى مع النادي تحت إشراف المدرب يوزيف كوفاتش، الذي اعتبره قدوة في مسيرته الكروية. كان موسمه الأخير مع النادي في موسم 1974–75 من الدوري المجري الممتاز، لينتقل بعدها إلى نادي كوشوث كيه إف إس إي في دوري الدرجة الثانية للموسم نفسه، وذلك بعد أن كان النادي قد اقترب من الهبوط في موسم 1973–74. وعلى الرغم من قصر فترته هناك، فقد كان جزءًا من خط دفاع قوي أسهم في تقديم الفريق لمستويات جيدة قبل رحيله بعد موسم 1976–77 من الدوري الممتاز.
بعد ذلك لعب مع نادي تاتابانيا لعدة مواسم حتى موسم 1979–80، ثم أمضى السنوات السبع التالية مع نادي تشيبيل، وكان مع يوزيف إليكيس ولازلو لازاني من اللاعبين الأساسيين في رفع مستوى الفريق بنسبة 82٪ وفقًا لإحصائيات تلك الفترة، بعدما حقق النادي فوزًا بفارق لم يُر من قبل في موسم 1979–80 من دوري الدرجة الثانية. وفي بقية مسيرته كلاعب، لعب لصالح نادي بي في إس سي-زوجلو إلى جانب زميله وصديقه بيستا كيستيليكي خلال موسم 1987–88، قبل أن يعود إلى تشيبيل حتى موسم 1989–90. وكانت آخر موسمين له مع ناديي دومشود وسيغيتسزينتمكلوشي حتى اعتزاله بعد موسم 1991–92.

### المسيرة الدولية
مثل جيورجي منتخب بلاده المجر خلال التصفيات المؤهلة لدورة الألعاب الأولمبية الصيفية 1984، حيث شارك في أربع مباريات أمام بلغاريا واليونان والاتحاد السوفيتي.

### المسيرة التدريبية
في أواخر مسيرته كلاعب، عمل أيضًا مدربًا للفئات السنية في نادي تشيبيل بين 1989 و1992. واصل عمله مع فرق الناشئين بصفته كشاف مواهب في أندية الوحدة الإماراتي والنصر الكويتي. كانت أول وظيفة تدريبية كاملة له مع نادي شوبروتي في موسم 1995–1996، ثم درّب نادي دوناويفاروش بين 1996 و1998، وبعدها لفترة قصيرة نادي تيساكيتشكه في منتصف 1998. وفي أواخر ذلك العام، تولى تدريب بودابست هونفيد حتى منتصف 1999، لينتقل بعدها إلى تدريب النصر الكويتي بين 1999 و2001.
في 2002، انتقل إلى الصين لتدريب نادي شينيانغ جينده في دوري جيا-أ الصيني، ثم عاد لفترة قصيرة إلى دوناويفاروش عام 2003 قبل أن يرحل في الصيف رغم تحقيق بعض النجاح، وذلك من أجل تدريب بودابست هونفيد في موسم 2003–04 من دوري الدرجة الثانية، حيث قاد الفريق للصعود إلى الدوري الممتاز لموسم 2004–05 بعد أن كان قد هبط للمرة الوحيدة في تاريخه، وهو ما اعتبره أول نجاح كبير له كمدرب. لاحقًا في نفس العام، درّب نادي كيتشكميتي، ثم في بقية موسم 2004–05 تولى تدريب نادي ديوسجوري وأنهى الموسم بالمركز التاسع.
بعد ذلك قاد نادي لومبارد-بابا في موسم 2005–06 من الدوري الممتاز، لكن الفريق هبط في الموسم التالي إلى الدرجة الثانية. في الموسم ذاته من الدرجة الثانية، قاد نادي نييرغيهاذا سبارتاكوس للصعود إلى الدوري الممتاز لموسم 2006–07. وواصل نجاحه في ترقية الأندية عندما درّب نادي كونغ-فييتل الفيتنامي وفاز معه بدوري الدرجة الأولى 2007 ليصعد إلى الدوري الممتاز 2008. عاد بعدها إلى المجر ليدرب ديوسجوري بداية من فبراير 2009، لكنه لم يجدّد عقده لموسم 2009–10. ثم عاد لفترة قصيرة لتدريب الفئات السنية في نادي الوحدة الإماراتي تحت 17 عامًا بين 2009 و2010، ودرب نادي هالاستيليك عام 2011.
خلال تدريبه لنادي سيغيد 2011 في موسم 2012–13 من الدرجة الثانية، حقق الفريق بداية ناجحة بفضل تركيزه على الانضباط والنزاهة. ثم انتقل إلى مصر لتدريب نادي بيراميدز وفاز معه بدوري الدرجة الثانية المصري لموسم 2013–14 ليصعد إلى الدوري الممتاز 2014–15. بعد فترة مع نادي كازينتسبرسكايا في موسم 2014–15 من الدرجة الثالثة، تلقى عرضًا لتدريب الوحدة الإماراتي في موسم 2015–16، لكنه استُبدل بالمدرب المكسيكي خافيير أغيري.
في موسم 2016–17، تولى تدريب فريق بودابست هونفيد الثاني في الدرجة الثالثة، وحقق نتائج متوسطة، ثم درّب نادي بودافوكي في موسم 2017–18 من الدرجة الثانية بنتائج مشابهة. في 2018، بدأ تدريب نادي أوزدي، لكنه رحل منتصف الموسم ليعود إلى كازينتسبرسكايا بعد إقالة المدرب السابق، ونجح في إنهاء موسم 2018–19 بالمركز التاسع في القسم العلوي من الدرجة الثانية. لكن في خريف 2019، تراجعت النتائج، فأُقيل بعد الجولة 18 وكان الفريق في المركز 15.
ظل بلا عمل لفترة بسبب جائحة كوفيد-19، حتى تعاقد مع نادي نييرغيهاذا سبارتاكوس عقب النتائج السيئة للمدرب رولاند لينجييل. ورغم البداية القوية في موسم 2020–21 من الدرجة الثانية، فقد الفريق الزخم وأنهى الموسم في المركز السابع. في موسم 2021–22، درّب نادي دوناهاراستي إم تي كيه في الدرجة الأولى للمناطق، ساعيًا للصعود. ثم عاد إلى مصر لتدريب نادي لا فيينا في الدرجة الثانية موسم 2022–23، حيث اقترب الفريق من الصعود لكنه أخفق بفارق نقطة واحدة. بقي في مصر ليدرب نادي نجوم في الدرجة الثانية (المجموعة أ) موسم 2023–24، على أمل الصعود إلى الدوري الممتاز 2024–25.

## الحياة الشخصية
خلال سنوات دراسته الابتدائية، كان زميلًا في الصف مع لاعب كرة القدم بيتر شومان.

## روابط خارجية
- György Gálhidi على موقع قاعدة بيانات كرة القدم.إي يو (الإنجليزية)